# Nigella papillosa
Nigella papillosa é uma espécie de planta com flor pertencente à família Ranunculaceae. 
A autoridade científica da espécie é G. López, tendo sido publicada em Anales del Jardín Botánico de Madrid 41: 468. 1984 (1985).

## Portugal
Trata-se de uma espécie presente no território português, nomeadamente os seguintes táxones infraespecíficos:
- Nigella papillosa subsp. atlantica - presente em Portugal Continental e no Arquipélago dos Açores. Em termos de naturalidade é nativa de Portugal Continental e introduzida no Arquipélago dos Açores. Não se encontra protegida por legislação portuguesa ou da Comunidade Europeia.
- Nigella papillosa subsp. papillosa - - presente em Portugal Continental. Em termos de naturalidade é endémica da Península Ibérica. Não se encontra protegida por legislação portuguesa ou da Comunidade Europeia.